# Colotis auxo
The Yellow Orange Tip or Sulphur Orange Tip (Colotis auxo)là một loài bướm thuộc họ Pieridae. Nó được tìm thấy ở southern Africa.
Sải cánh dài 35–40 mm. The adults fly year-round.
The larva feed on Cadaba termitario, Cadaba natalensis, and Salvadora species.

## Hình ảnh

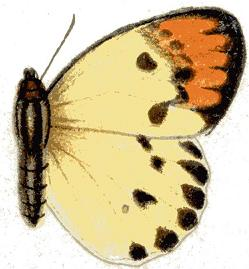
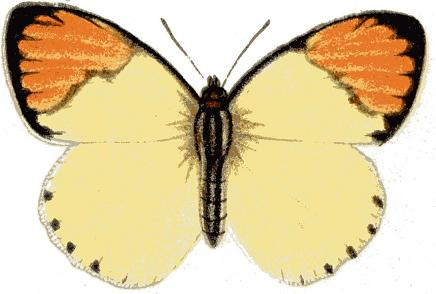
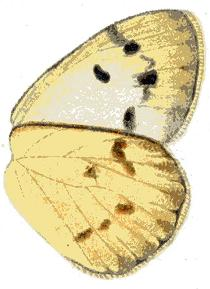
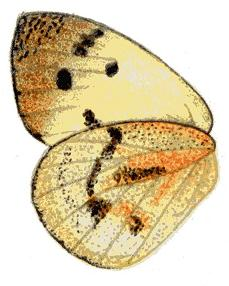